# انفورماتیکس جنرال
انفورماتیکس جنرال (انگلیسی: Informatics General) شرکت نرم‌افزار آمریکایی است، که در سال ۱۹۶۲ تأسیس شد.